# Aarón Rey Sánchez
Aarón Rey Sánchez (Ferrol, Galicia, España, 19 de mayo de 1998), más conocido como Aarón Rey, es un futbolista español que juega en la posición de centrocampista en la  Kitchee Sports Club de la Premier league de Hong Kong.

## Trayectoria
Formado en la cantera del Galicia de Caranza hasta juveniles, con 17 años llegó a debutar en un encuentro con el primer equipo del Racing de Ferrol en la Segunda División B, el 3 de abril de 2016 frente al C. D. Tudelano.
En 2016 llegó a las instalaciones deportivas de A Madroa para ingresar en la estructura del Real Club Celta de Vigo en su equipo juvenil, con el que se proclamó campeón de liga y fue semifinalista de la Copa de Campeones. Las dos siguientes campañas formó parte del filial, con el que jugó 34 encuentros.
En julio de 2019 firmó por el C. E. Sabadell F. C. En su primera temporada lograron el ascenso a la Segunda División, y el 25 de septiembre de 2020 renovó por dos años. Dos días después salió de titular en un encuentro frente al R. C. D. Mallorca que acabaría con derrota por un gol a cero.
El 20 de julio de 2022, tras haber quedado libre, se confirmó su fichaje por el Club Gimnàstic de Tarragona hasta 2024. Finalmente estuvo un año y, después de haber marcado un par de goles en 34 encuentros, en julio de 2023 firmó por la Cultural y Deportiva Leonesa.

## Clubes
| Club                         | País   | Año       |
| ---------------------------- | ------ | --------- |
| Racing de Ferrol             | España | 2016      |
| R. C. Celta de Vigo "B"      | España | 2017-2019 |
| C. E. Sabadell F. C.         | España | 2019-2022 |
| Gimnàstic de Tarragona       | España | 2022-2023 |
| Cultural y Deportiva Leonesa | España | 2023-2024 |